# Stigmidium stereocaulorum
Stigmidium stereocaulorum är en lavart som beskrevs av Zhurb. & Triebel 2008. Stigmidium stereocaulorum ingår i släktet Stigmidium och familjen Mycosphaerellaceae.   Inga underarter finns listade i Catalogue of Life.